# L'arpa birmana
L'arpa birmana (ビルマの竪琴?, Biruma no tategoto) è un film del 1956 diretto da Kon Ichikawa, basato su un romanzo per bambini omonimo di Michio Takeyama.

## Trama
(Scritta in apertura e chiusura del film)
Birmania, luglio 1945: un gruppo di soldati giapponesi in ritirata nella giungla tenta di raggiungere il confine con la Thailandia. Il giovane Mizushima, per tenere alto il morale dei commilitoni, si fabbrica un'arpa birmana e canta motivi tradizionali della propria terra; ma il tentativo di fuga non riesce e la compagnia deve arrendersi. Quando giunge la notizia della capitolazione del Giappone e della fine della guerra gli inglesi chiedono ai prigionieri di guerra giapponesi di fare arrendere un gruppo di loro compatrioti che, rifugiatisi in una caverna, hanno deciso di continuare a combattere, e il suo comandante affida la missione a Mizushima. Quando tenta di spiegare al comandante dei combattenti asserragliati nella caverna che, scaduto il termine imposto dagli Alleati, la caverna stessa verrà bombardata, il soldato viene trattato da vigliacco e da traditore, e allo scadere dell'ultimatum tutti i soldati muoiono sotto il fuoco dell'artiglieria.
Solo Mizushima sopravvive,  ferito, ma un monaco buddista lo raccoglie e lo cura, dandogli una lezione di umanità;  egli allora decide di non ricongiungersi con i commilitoni e di diventare bonzo, per dare onorevole sepoltura ai moltissimi e insepolti corpi dei compatrioti morti. Quando i commilitoni lo rivedono e lo riconoscono, gli chiedono di tornare con loro, ma egli imbraccia l'arpa e intona il "canto dell'addio". Mizushima lascia ai compagni anche una lettera di addio, che contiene queste parole:

## Riconoscimenti
Vinse il Premio San Giorgio alla 17ª Mostra internazionale d'arte cinematografica di Venezia, nel 1956, quando non fu assegnato il Leone d'oro. Fu candidato all'Oscar al miglior film straniero, battuto da La strada di Federico Fellini.

## Remake
Nel 1985 lo stesso Ichikawa ne presentò un remake a Venezia.

## Critica
Il filosofo Aldo Capitini, nel suo saggio La compresenza dei morti e dei viventi (1966), ha scritto che «religioso indubbiamente è nell'Arpa birmana il contrasto tra il piacevolissimo ritorno dei reduci alle cose semplici e quotidiane della vita e la missione di chi resta, solo e piangente, a seppellire i soldati morti».
Per il critico cinematografico Leo Pestelli si tratta "senza dubbio un film di tutta nobiltà che se non tocca i vertici della poesia in molti punti ci si accosta. Lento ma senza vuoti, accorato ma non piagnucoloso, ha un modo carezzevole di condannare la guerra, infinitamente più efficace di tante cariche frontali".
Secondo il Dizionario del cinema di Fernaldo Di Giammatteo, il film affronta il tema della pietà spinta all'estremo, fin quasi alla follia e all'infatuazione. Per il Farinotti, invece, l'opera «stempera le visioni degli orrori della guerra in una sorta di contemplazione assorta e ieratica. È forse il film più pacifista sul conflitto mondiale degli ultimi quarant'anni, venato di una tristezza infinita che accomuna cristianamente amici e nemici».
Il Morandini parla di «poema lirico il cui pacifismo affonda le sue radici nella coscienza religiosa dell'uomo e in un sentimento panteistico. Qua e là prolisso nella solenne lentezza del suo ritmo largo, quando affronta senza mediazioni né patetiche né estetizzanti i suoi temi di fondo raggiunge momenti di dolorosa e maestosa bellezza», con l'accompagnamento musicale di Akira Ifukube che serve da «collante» mistico, assumendo propriamente il ruolo di «"religione" cioè collegamento: tra l'uomo e il mistero, tra uomo e uomo, amico o nemico».